# Fortification préhistorique de Layaz
 (juin 2018).
Si vous disposez d'ouvrages ou d'articles de référence ou si vous connaissez des sites web de qualité traitant du thème abordé ici, merci de compléter l'article en donnant les références utiles à sa vérifiabilité et en les liant à la section « Notes et références ».
La fortification préhistorique de Layaz est un site archéologique constitué d'un complexe de fortifications d’une époque indéterminée situé sur le territoire de l'ancienne commune de Goumoens-le-Jux dans le canton de Vaud en Suisse. 

## Situation
Le site se constitue d'un éperon, protégé naturellement à l'Ouest, au Nord et Sud par un méandre du Talent et barré artificiellement à l'Est par deux fortifications qui se rejoignent pour former un angle, si bien qu'elles ne représentent que environ 35 % de la protection totale. La surface ainsi protégée est d'environ 7'300 m². 

## Description
Les fortifications sont constituées d'un fossé dont la terre excavée a été utilisée pour construire une levée de terre à l'arrière de celui-ci. Comme pour beaucoup d'autres sites fortifiés de ce genre, une palissade en bois devait probablement se trouver au sommet de la levée terre. La longueur totale de la structure de terre est d'environ 130 mètres. La différence de hauteur entre le fond du fossé et le haut de la fortification atteint à certains endroits 7 mètres.

## Histoire
Comme d'autres sites fortifiés de la région, comme l'Épron barré de Châtel d'Arruffens à Montricher, Châtillon et la Tine de Confines à La Sarraz, ce type de structure fortifiée a probablement dû servir entre autres de refuge pour les populations civiles lors de périodes troublées. Jusqu'à présent, aucune fouille archéologique n'a été entreprise.